# دييغو كامبوس (لاعب كرة قدم)
دييغو كامبوس (بالإسبانية: Diego Campos)‏ (1 أكتوبر 1995 في كوستاريكا - ) هو رياضي ولاعب كرة قدم كوستاريكي في مركز الهجوم. لعب مع Clemson Tigers ‏.

## وصلات خارجية
- دييغو كامبوس على موقع اتحاد النرويج (النرويجية)
- دييغو كامبوس على موقع الدوري الأمريكي (الإنجليزية)
- دييغو كامبوس على موقع قاعدة بيانات كرة القدم.إي يو (الإنجليزية)
- دييغو كامبوس على موقع Soccerbase.com (لاعب) (الإنجليزية)
- دييغو كامبوس على موقع Soccerway.com (الإنجليزية)
- دييغو كامبوس على موقع عالم كرة القدم.نت (الإنجليزية)